# Quyền LGBT ở Canada
Quyền đồng tính nữ, đồng tính nam, song tính và chuyển giới ở Canada là một số trong những tiến bộ nhất ở Châu Mỹ và trên thế giới. Hoạt động tình dục đồng giới đã hợp pháp tại Canada kể từ ngày 27 tháng 6 năm 1969, khi Luật sửa đổi luật hình sự còn được gọi là Bill C-150) có hiệu lực khi được hoàng gia xác nhận.
Canada thường được coi là một trong những quốc gia thân thiện với người đồng tính nhất trên thế giới, với các thành phố lớn nhất có khu vực và cộng đồng đồng tính nam, và được nêu tên trong số các thành phố thân thiện với người đồng tính nhất ở thế giới, như khu phố Nhà thờ và Wellesley của  Toronto, khu thương mại Gay Village của Montreal, Davie Village của Vancouver và Bank Street Gay Village của Ottawa. Từ năm 1982, Hiến pháp Canada đã bảo đảm các quyền cơ bản của con người đối với cộng đồng LGBT, như Hiến chương về quyền và tự do của Canada, áp dụng cho tất cả công cụ pháp lý "sẽ được giải thích theo cách phù hợp với việc bảo tồn và nâng cao di sản đa văn hóa của người Canada". Mỗi mùa hè, cộng đồng LGBT của Canada kỷ niệm niềm tự hào đồng tính ở tất cả các thành phố lớn, với nhiều nhân vật chính trị từ các cảnh liên bang, tỉnh và thành phố.
Một cuộc khảo sát toàn cầu được thực hiện vào tháng 3 năm 2013 cho thấy 80% dân số Canada (87% trong số những người Canada từ 18 đến 29 tuổi) thích chấp nhận xã hội của đồng tính luyến ái, đại diện cho sự gia tăng 10% trong dư luận, trong vòng sáu năm. Sau đó, các cuộc thăm dò từ tháng 6 năm 2013 đã cho thấy sự gia tăng quan điểm của người dân Canada, với phần lớn người Canada ủng hộ hôn nhân đồng giới, được phép hợp pháp từ năm 2005, và long trọng sau đó. Các cuộc thăm dò cũng cho thấy 70% dân số Canada đồng ý rằng "các cặp đồng giới nên có quyền nhận con nuôi giống như các cặp vợ chồng khác giới" và 76% đồng ý rằng "các cặp đồng giới có khả năng nuôi dạy thành công bọn trẻ".

## Hiến máu

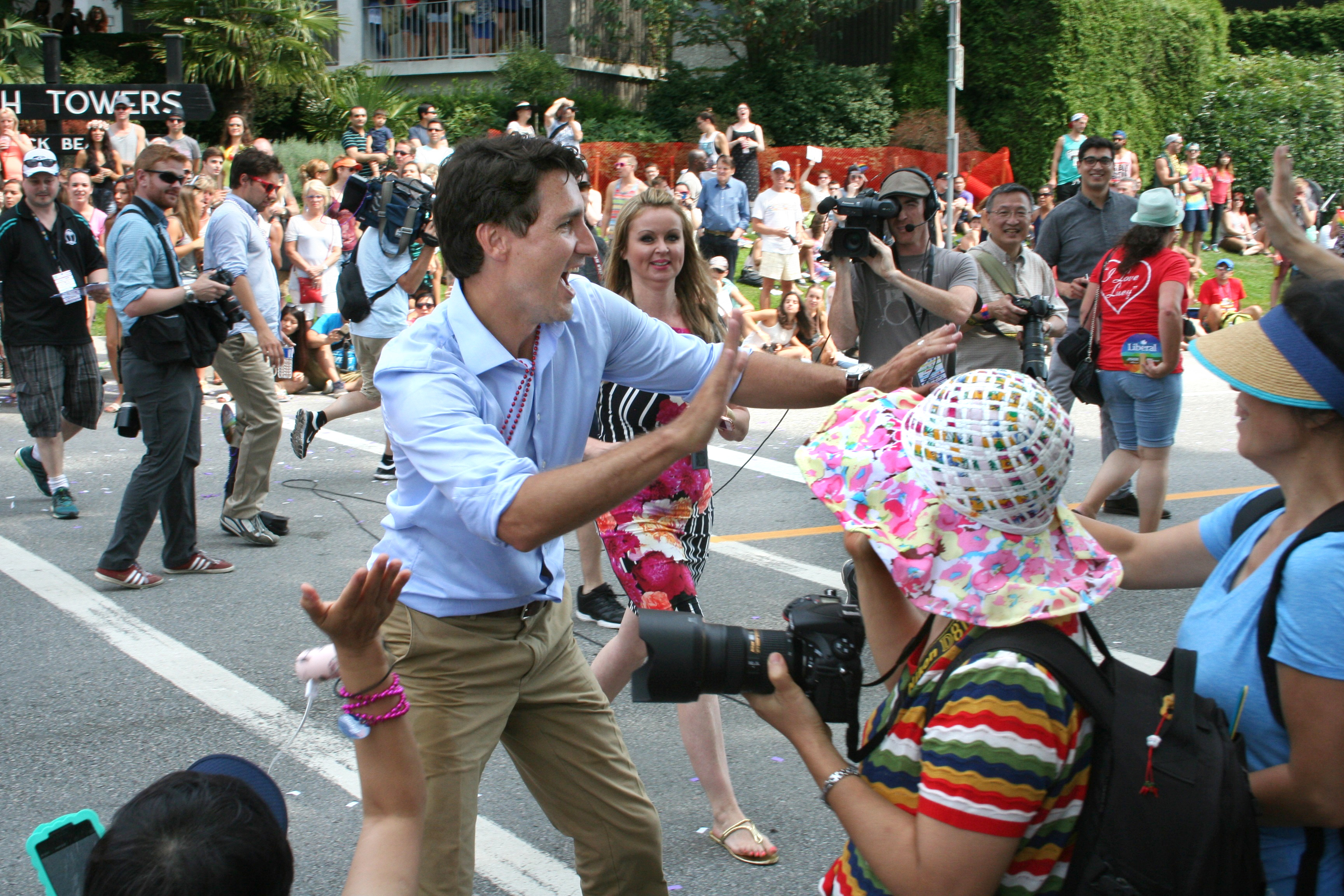
Thủ tướng Justin Trudeau tại cuộc diễu hành Vancouver Pride 2015, ngay sau khi phát động chiến dịch bầu cử của mình.

Năm 1977, lệnh cấm người đồng tính nam và song tính hiến máu đã được ban hành.
Năm 2013, lệnh cấm này đã được dỡ bỏ một phần và cho phép những người đàn ông có quan hệ tình dục với người đàn ông khác hiến máu sau thời gian trì hoãn 5 năm.
Vào tháng 6 năm 2016, Health Canada đã thông báo rằng thời gian trì hoãn hiến máu sẽ giảm xuống còn một năm. Tiêu chí mới có hiệu lực vào ngày 15 tháng 8 năm 2016.
Vào ngày 15 tháng 8 năm 2016, Dịch vụ máu Canada tiêu chí đủ điều kiện mới cho người chuyển giới có hiệu lực. Tiêu chí này nêu rõ rằng những người hiến tặng chuyển giới chưa phẫu thuật xác định lại giới tính sẽ được đặt câu hỏi dựa trên giới tính của họ khi sinh.  Họ sẽ đủ điều kiện để quyên góp hoặc được hoãn lại dựa trên các tiêu chí này.  Ví dụ, phụ nữ chuyển giới sẽ được hỏi nếu họ có quan hệ tình dục với một người đàn ông trong 12 tháng qua. Nếu câu trả lời là có, họ sẽ được hoãn lại một năm sau lần tiếp xúc tình dục cuối cùng với một người đàn ông. Và những người hiến tặng đã phẫu thuật xác định lại giới tính sẽ được hoãn việc hiến máu trong một năm sau khi phẫu thuật. Sau năm đó, những nhà tài trợ này sẽ được kiểm tra về giới tính đã được khẳng định của họ.

## Ảnh hưởng LGBT trong chính trị quốc gia

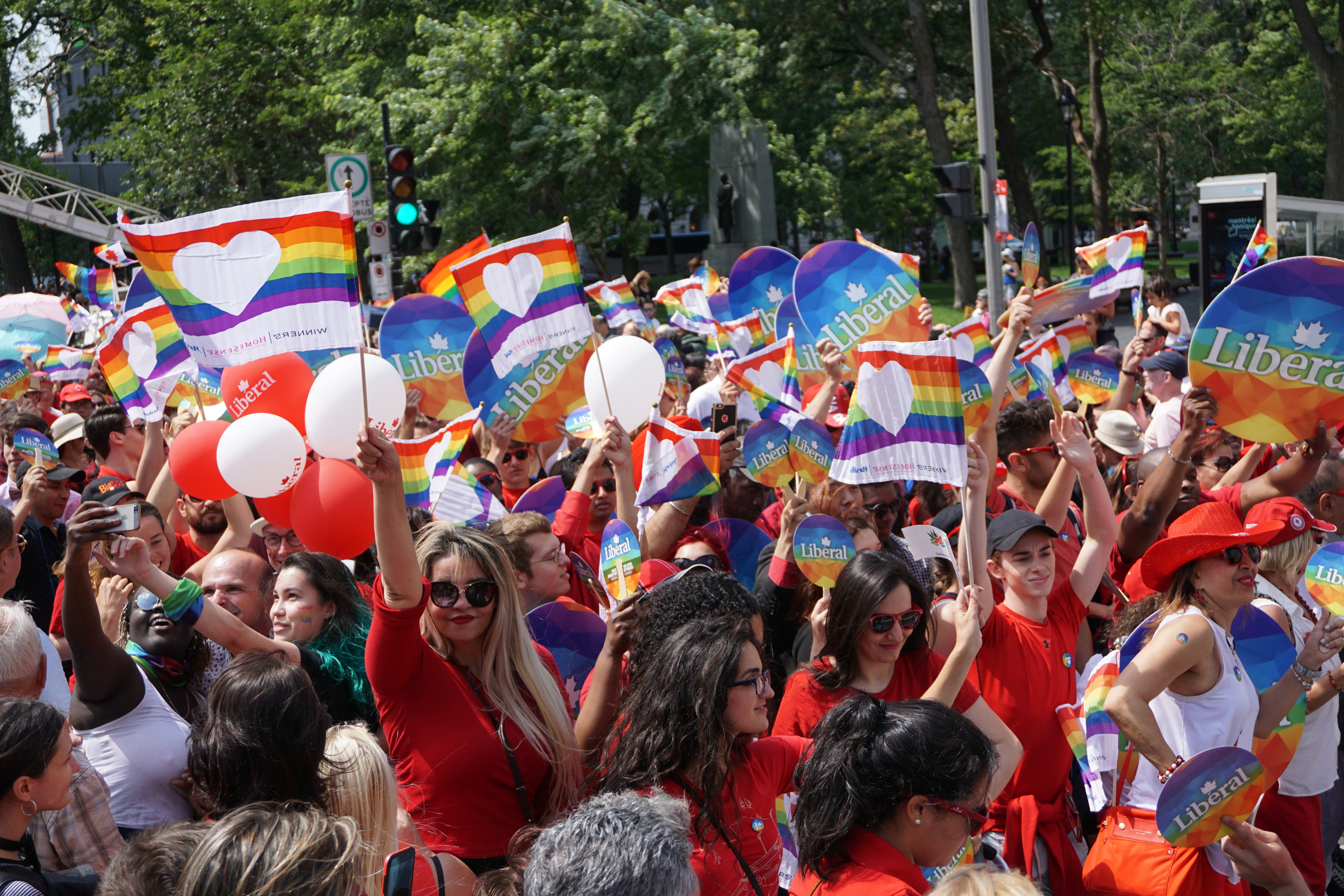
Đảng tự do tại Montreal Marche des Fiertés

Trong Hạ viện, bốn bên hỗ trợ quyền LGBT với các mức độ khác nhau. Đảng dân chủ mới, Đảng xanh, Bloc Québécois, và Đảng tự do Canada là những người ủng hộ mạnh mẽ nhất trong số này quyền. Khi mới thành lập, Đảng Bảo thủ Canada phần lớn phản đối quyền LGBT, mặc dù một số thành viên, điển hình là cựu thành viên của Đảng bảo thủ tiến bộ, đã ủng hộ quyền LGBT, bao gồm cả hôn nhân đồng giới. Các thành viên cũ của Liên minh Canada thường phản đối quyền LGBT mở rộng, và một cựu nghị sĩ CA đã bị khiển trách vì kêu gọi tái hình sự hóa đồng tính luyến ái. Từ năm 2006, Đảng Bảo thủ đã trở thành người ủng hộ mạnh mẽ hơn cho quyền LGBT ở Canada và nước ngoài. Vào tháng 5 năm 2016, các đại biểu của đảng Bảo thủ đã bỏ phiếu ủng hộ loại bỏ định nghĩa về hôn nhân là sự kết hợp giữa một người đàn ông và một người phụ nữ khỏi văn kiện chính sách của đảng, thay đổi hiệu quả quan điểm chính thức của đảng về hôn nhân đồng giới khỏi trái ngược với trung lập.
| Các tỉnh/Vùng lãnh thổ                                                 | Phiếu ủng hộ (Nghị sĩ) | Phiếu phản đối (Nghị sĩ) |
| ---------------------------------------------------------------------- | ---------------------- | ------------------------ |
| Ontario (ON)                                                           | 300                    | 142                      |
| British Columbia (BC)                                                  | 228                    | 77                       |
| Alberta (AB)                                                           | 206                    | 93                       |
| Quebec (QC)                                                            | 112                    | 26                       |
| Saskatchewan (SK)                                                      | 53                     | 61                       |
| Manitoba (MB)                                                          | 56                     | 44                       |
| Nova Scotia (NS)                                                       | 33                     | 4                        |
| Newfoundland and Labrador (NL)                                         | 17                     | 6                        |
| New Brunswick (NB)                                                     | 14                     | 6                        |
| Territories (Yukon (YT), Northwest Territories (NT), and Nunavut (NU)) | 11                     | 2                        |
| Prince Edward Island (PEI)                                             | 6                      | 1                        |
| Total                                                                  | 1,036                  | 462                      |

Svend Robinson đáng chú ý vì đã trở thành nghị sĩ đầu tiên công khai là người đồng tính, vào mùa xuân năm 1988. Kể từ đó, ông đã được theo dõi bởi các chính trị gia đồng tính nam và đồng tính nữ khác trong Quốc hội: đồng bào Dân chủ mới Libby Davies, Bill Siksay, Philip Toone, Craig Scott và Dany Morin;  Khối Québécois Các nghị sĩ Réal Ménard và Raymond Gravel; và Đảng Tự do Canada Các nghị sĩ Scott Brison, Mario Silva và Rob Oliphant, cũng như Thượng nghị sĩ Laurier LaPierre và Nancy Ruth.
Tính đến năm 2018, có sáu thành viên của Hạ viện và hai thượng nghị sĩ công khai xác định là đồng tính nam hay đồng tính nữ.
Chris Lea, lãnh đạo của Đảng Xanh Canada từ năm 1990 đến 1996, là nhà lãnh đạo đảng chính trị đồng tính công khai đầu tiên ở Canada.  Svend Robinson trở thành ứng cử viên đồng tính công khai đầu tiên vào năm 1995 với vai trò lãnh đạo một đảng chính trị có đại diện trong Hạ viện, mặc dù ông không thành công. André Boisclair, cựu lãnh đạo của Parti Québécois, trở thành nhà lãnh đạo đồng tính công khai đầu tiên của một đảng có đại diện quốc hội ở Bắc Mỹ; Allison Brewer, cựu lãnh đạo của Đảng Dân chủ mới New Brunswick, cũng được bầu làm lãnh đạo như một người đồng tính nữ.
Các tỉnh sau đây đã có bộ trưởng nội các tỉnh đồng tính công khai: Ontario (Kathleen Wynne, George Smitherman, Glen Murray), British Columbia (Tim Stevenson, Lorne Mayencourt, Ted Nebbeling), and Manitoba (Jim Rondeau, Jennifer Howard). Vào ngày 26 tháng 1 năm 2013, Kathleen Wynne trở thành lãnh đạo của đảng Tự do Ontario và thủ tướng của tỉnh đó (lớn nhất trong số mười ba tỉnh và vùng lãnh thổ của đất nước, với khoảng 39% dân số của đất nước). Sau bầu cử tỉnh Ontario năm 2014, Kathleen Wynne trở thành nhà lãnh đạo đồng tính công khai đầu tiên được bầu với đa số ủy quyền trong tất cả các khu vực pháp lý chung.
ProudPolitics, một tổ chức liên đảng chuyên cung cấp hỗ trợ kết nối và gây quỹ cho các chính trị gia LGBT và các ứng cử viên được truyền cảm hứng từ Quỹ chiến thắng của người đồng tính nam và người đồng tính, được thành lập tại Toronto vào năm 2013.
Vào ngày 15 tháng 11 năm 2016, Randy Boissonnault, nghị sĩ tự do cho Trung tâm Edmonton, được bổ nhiệm làm Cố vấn đặc biệt về các vấn đề LGBTQ2 cho Thủ tướng.  Vai trò liên quan đến việc tư vấn cho Thủ tướng "về sự phát triển và điều phối chương trình nghị sự LGBTQ2 của Chính phủ Canada" bao gồm bảo vệ quyền LGBT ở Canada và giải quyết cả sự phân biệt đối xử hiện tại và lịch sử.
Kể từ ngày 23 tháng 4 năm 2019, Royal Canada Mint đã ra mắt một tiền đô la mới tượng trưng cho bình đẳng với 3 triệu loonie được đặt vào lưu thông để kỷ niệm 50 năm kể từ khi bước ngoặt cho quyền của người đồng tính ở Canada.

## Bảng tóm tắt
| Quyền | Có/Không       | Ghi chú |
| --- | -------------- | --- |
| Hoạt động tình dục đồng giới hợp pháp | Có             | Từ năm 1969 |
| Độ tuổi đồng ý | Có             | Toàn quốc kể từ năm 2019 |
| Luật chống phân biệt đối xử trong việc làm | Có             | Liên bang: Từ năm 1996 Tỉnh: Nhiều thời điểm, bắt đầu với Quebec năm 1977 |
| Luật chống phân biệt đối xử trong việc cung cấp hàng hóa và dịch vụ | Có             | Liên bang: Từ năm 1996 Tỉnh: Nhiều thời điểm, bắt đầu với Quebec năm 1977 |
| Luật chống phân biệt đối xử trong tất cả các lĩnh vực khác (bao gồm phân biệt đối xử gián tiếp)                                                                                   | Có             | Liên bang: Từ năm 1996 Tỉnh: Nhiều thời điểm, bắt đầu với Quebec năm 1977 |
| Nghiêm cấm ngôn từ kích động thù địch | Có / Không     | Liên bang: Bộ luật Hình sự vi phạm từ năm 2004 Ba tỉnh và một lãnh thổ có các hạn chế về xuất bản thù địch trong bộ luật nhân quyền của họ: Alberta, British Columbia, Lãnh thổ Tây Bắc và Saskatchewan. Bảy tỉnh và hai vùng lãnh thổ còn lại không có bất kỳ luật xuất bản kích động thù địch nào. |
| Luật chống phân biệt đối xử bao gồm các đặc điểm giới tính, bản dạng giới và thể hiện giới tính trong mọi lĩnh vực                                                                | Có/Không       | Liên bang: Từ năm 2017; chỉ dành cho bản dạng giới và thể hiện giới tính |
| Hôn nhân đồng giới | Có             | Toàn quốc từ năm 2005 |
| Công nhận các cặp đồng giới | Có             | Thay đổi quyền tài phán |
| Nhận con nuôi là con riêng của các cặp đồng giới | Có             | Được điều chỉnh bởi luật cấp tỉnh; ngày thực hiện thay đổi |
| Nhận con nuôi chung của các cặp đồng giới | Có             | Được điều chỉnh bởi luật cấp tỉnh; ngày thực hiện thay đổi |
| Nghỉ phép trong gia đình có trả lương cho cha mẹ và cặp vợ chồng đồng giới | Có             | Từ năm 2018 |
| Người LGBT được phép công khai phục vụ trong quân đội | Có             | Từ năm 1992 |
| Người liên giới tính được phép công khai phục vụ trong quân đội | Có             | |
| Thăm tù nhân của các cặp đồng giới | Có             | Du khách đủ điều kiện, những người có thể không phải là tù nhân, là: vợ/chồng hoặc người bạn đời chung của ít nhất sáu tháng |
| Quyền thay đổi giới tính hợp pháp | Có             | Từ năm 2017, không có tỉnh nào trong số mười ba tỉnh và vùng lãnh thổ của Canada yêu cầu phẫu thuật chuyển đổi giới tính đối với những thay đổi đối với các dấu hiệu giới tính trên biểu mẫu của chính phủ. Các quy định chính xác hơn thay đổi theo tỉnh và vùng lãnh thổ, tương ứng. |
| Bảo hiểm cho phẫu thuật chuyển đổi giới tính | Có/Không       | Không có phạm vi bảo hiểm nào có sẵn ở Nunavut |
| Người chuyển giới được phép tham gia môn thể thao thể hiện bản dạng giới của họ và sử dụng phòng vệ sinh và các không gian phân biệt giới khác tương ứng với bản dạng giới của họ | Có             | Từ năm 2018 |
| Tùy chọn giới tính thứ ba | Có (liên bang) | Liên bang kể từ năm 2017 |
| Trẻ vị thành niên liên giới tính được bảo vệ khỏi các thủ thuật phẫu thuật xâm lấn                                                                                                | Không          | Bộ luật hình sự [s. 268(3)] cho phép cha mẹ và những người hành nghề y tế thực hiện các cuộc phẫu thuật thẩm mỹ, phi thường trên trẻ sơ sinh khác giới. |
| Đồng tính luyến ái được loại khỏi danh sách bệnh | Có             | Từ năm 1973 |
| Người chuyển giới được loại khỏi danh sách bệnh | Có/Không       | Một số tỉnh/vùng lãnh thổ của Canada đang sử dụng DSM 5, những tỉnh khác tiếp tục sử dụng DSM 4 (Đang chờ phê duyệt ICD-11) |
| Liệu pháp chuyển đổi bị cấm | Có (liên bang) | Từ ngày 7 tháng 1 năm 2022 |
| Tiếp cận IVF cho đồng tính nữ | Có             | |
| Quyền tiếp cận bình đẳng trong việc mang thai hộ cho tất cả các cặp vợ chồng | Có             | Kể từ năm 2004, Đạo luật hỗ trợ sinh sản ở người đã cấm mang thai hộ vì mục đích thương mại cho tất cả các cặp vợ chồng (bất kể xu hướng tính dục). Tuy nhiên, việc mang thai hộ nhân đạo được cho phép và các bà mẹ mang thai hộ có thể được hoàn trả một số chi phí. Luật Quebec không cho phép mang thai hộ vì mục đích nhân đạo hay thương mại (nhưng không cấm rõ ràng và Quebec đã hoàn trả chi phí mang thai hộ cho những người đồng tính nam). |
| Mang thai hộ thương mại cho các cặp đồng tính nam | Không          | Mang thai hộ thương mại bị cấm đối với tất cả các cặp vợ chồng, bất kể xu hướng tính dục |
| Hồ sơ tội phạm đồng tính nam được xóa | Có             | Từ năm 2018 |
| NQHN và bạn tình nữ của NQHN được phép hiến máu | Có/Không       | Thời gian hoãn 3 tháng |